# Mas de Forès
El Mas de Forès és un mas situat al municipi d'Alcover, a la comarca catalana de l'Alt Camp. Forma part dels masos de l'antic terme de Samuntà.

## Descripció
Data de l'època medieval, i com moltes altres masies catalanes té la característica d'haver-se construït en diverses etapes. És una casa aïllada, al centre d'una immensa finca amb fonts naturals. L'edifici principal té una planta rectangular i teulada amb dos vessants; té dos afegits a la façana, perpendiculars avançats a banda i banda i units per un embigat i un ràfec decoratius. Conté planta baixa, un primer pis i unes golfes. A la part posterior actualment hi ha elements nous (piscina, pista de tenis, etc.), que responen al canvi de funció de l'edifici, utilitzat ara com a residència. Aquests afegits es van fer amb un gran respecte pel conjunt arquitectònic.

## Història
És un dels més antics i de més prestigi de l'antic terme de Samuntà, tant per la riquesa arquitectònica de la masia com per la utilització de les seves terres, dedicades al cultiu de l'avellana.
Remunta a l'edat mitjana i sembla possible que sigui vinculada amb el duc de Prades. L'últim propietari, que va comprar la finca l'any 1968 a Mª Teresa Cañellas Coberó, hi feia estada permanent. El nucli central de la masia serveix d'habitatge, després d'una reforma per l'arquitecte Josep Maria Monrravà i Lopez durant la dècada dels anys 1940, mentre la resta de construccions secundàries contenen els serveis i l'habitatge dels masovers.
Més tard va ser adquirida per l'Ajuntament d'Alcover que en va cedir la gestió a Fundació Ginac.

## Actualitat

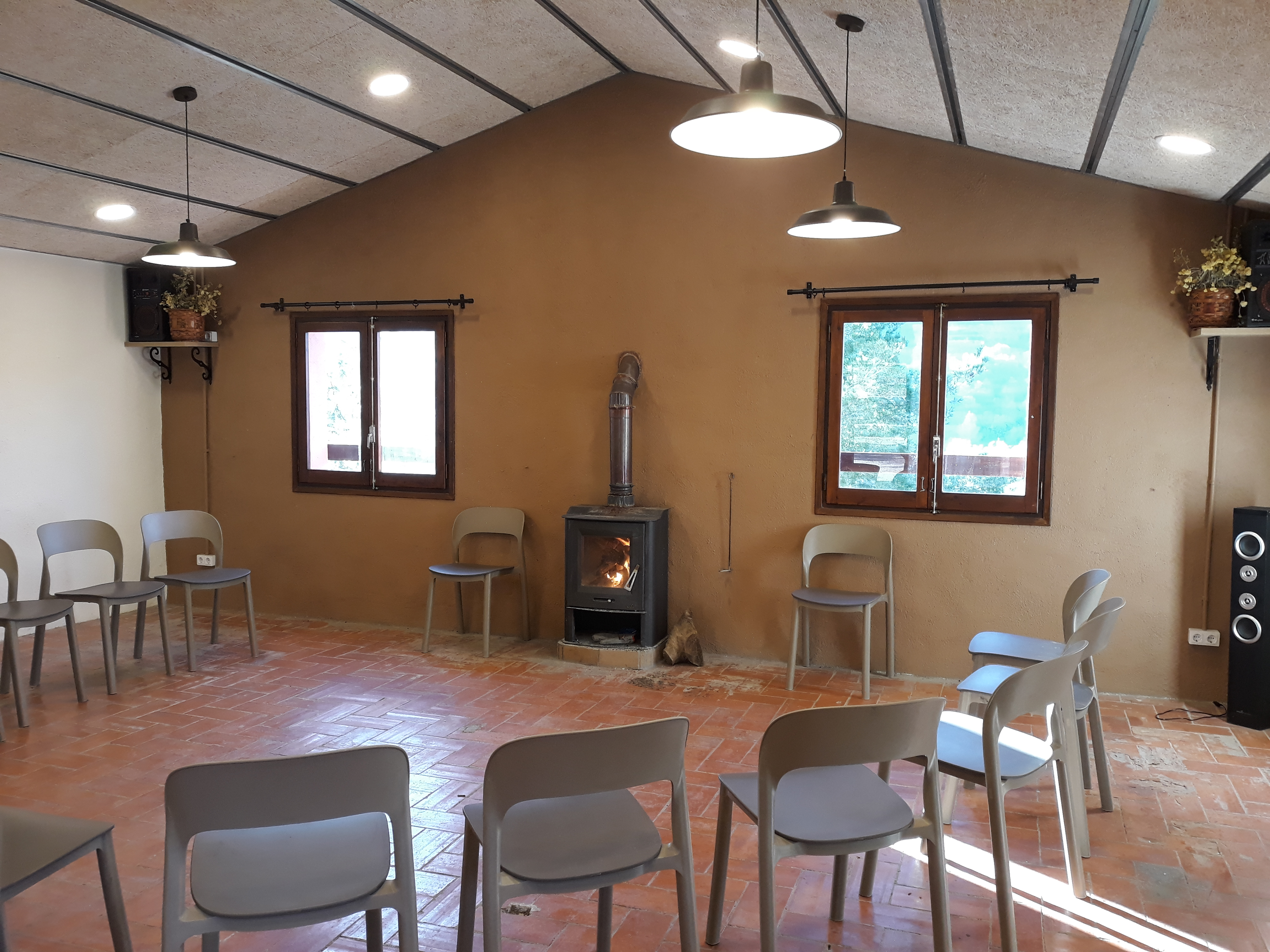
Aula Natura

Mas de Forès és una finca municipal gestionada per la Fundació Ginac, que fa el manteniment i vetlla l'àrea recreativa i els edificis històrics annexos. Ofereix serveis i activitats per a tots els públics amb una atenció particular per a persones amb discapacitat o trastorn mental. Mas de Forès els ofere una llar amb suport i crea llocs de treball per aquest col·lectiu.
S'hi arriba des del municipi d'Alcover, direcció l'ermita del Remei i Mont-ral, a prop del salt del Niu de l'Àliga i els camins del riu Glorieta, amb diferents gorgs i zones de bany. L'àrea recreativa disposa d'un gran aparcament.